# Lipton n.º 217
Lipton n.º 217 es un municipio rural canadiense situado en la provincia de Saskatchewan.

## Superficie
Lipton n.º 217 tiene una superficie de 805,35 km².

## Demografía
En 2021, tenía 388 habitantes, una densidad poblacional de 0,5 hab./km², y 191 viviendas.